# Isophya rectipennis
Isophya rectipennis är en insektsart som beskrevs av Brunner von Wattenwyl 1878. Isophya rectipennis ingår i släktet Isophya och familjen vårtbitare. Inga underarter finns listade i Catalogue of Life.